# Musée de Rautenstrauch-Joest
Pour les articles homonymes, voir Rautenstrauch et Joest.
Le musée de Rautenstrauch-Joest (en allemand, Rautenstrauch-Joest-Museum)
est un musée ethnographique à Cologne ouvert en 1906
.
Né de la collection personnelle — plus de 3500 objets — de l'ethnographe Wilhelm Joest. À la mort de l'ethnographe, en 1897, sa sœur Adele (de) hérite de la collection

En 2018, le musée Rautenstrauch-Joest remet à une délégation du musée Te Papa Tongarewa de Wellington un crâne maori tatoué, qui était dans sa collection depuis son achat à Londres en 1908 par Willy Foy, le premier directeur du musée
.

## Galerie

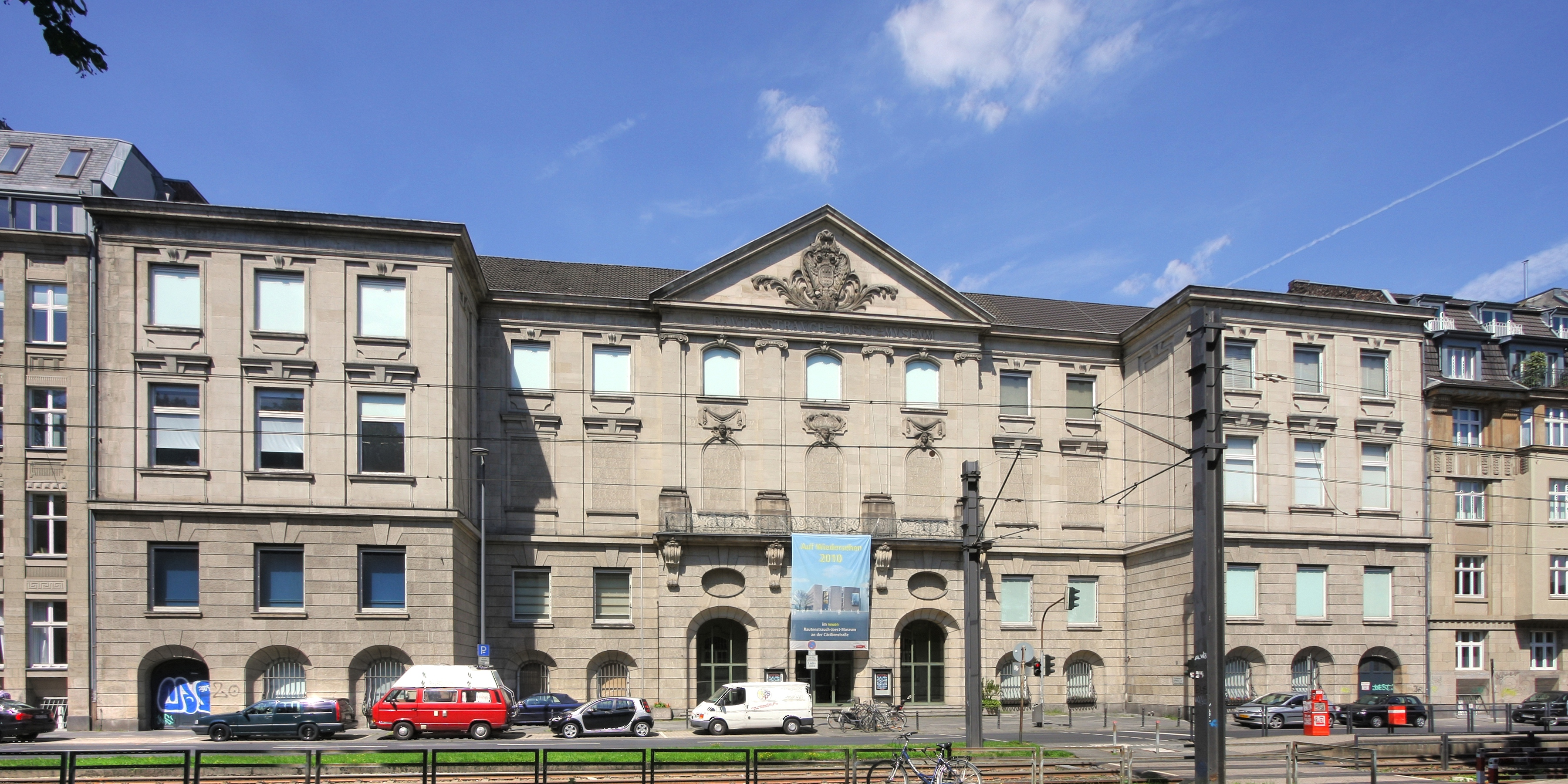
Bâtiment du musée jusqu'en 2010
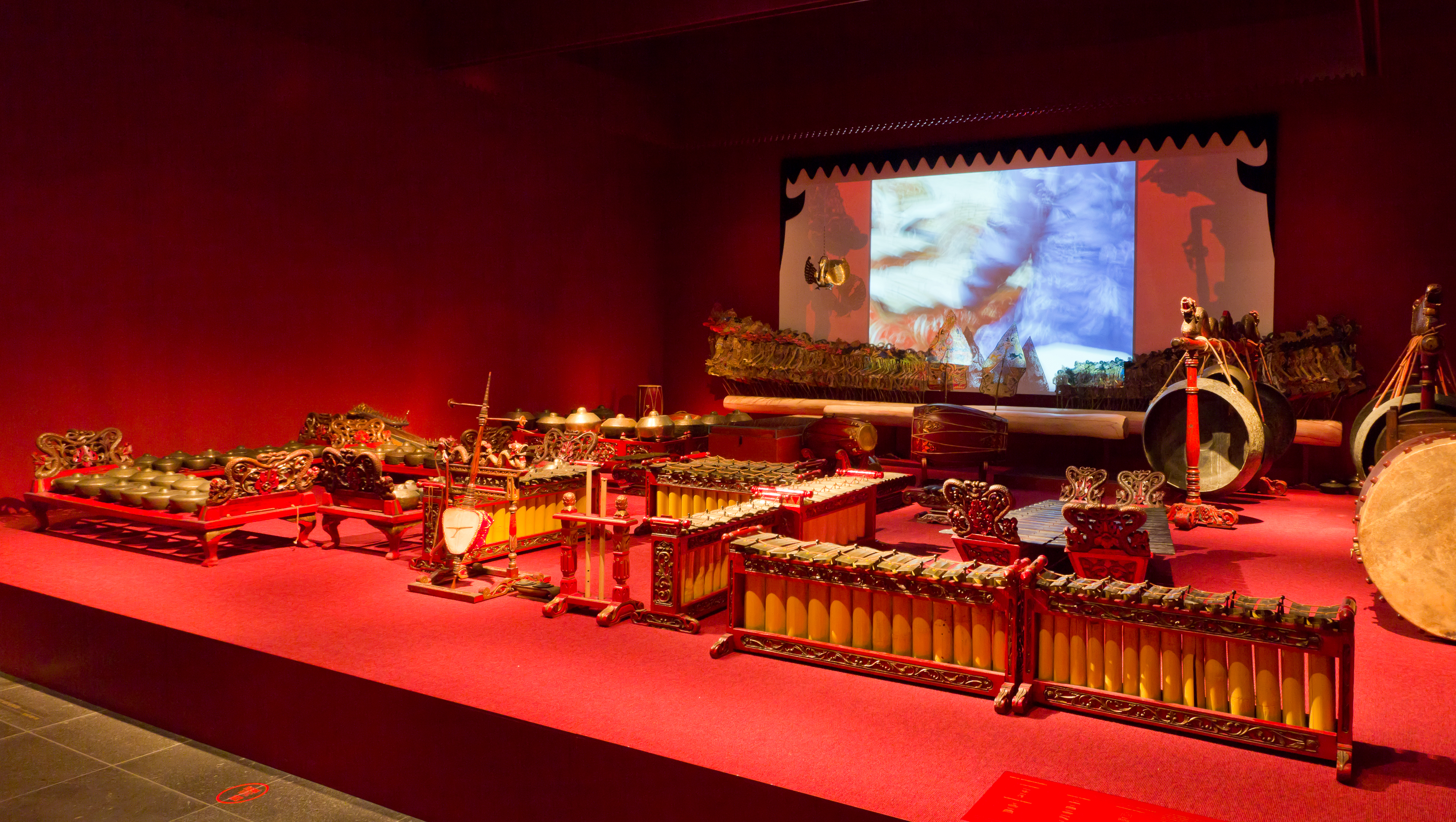
Gamelan
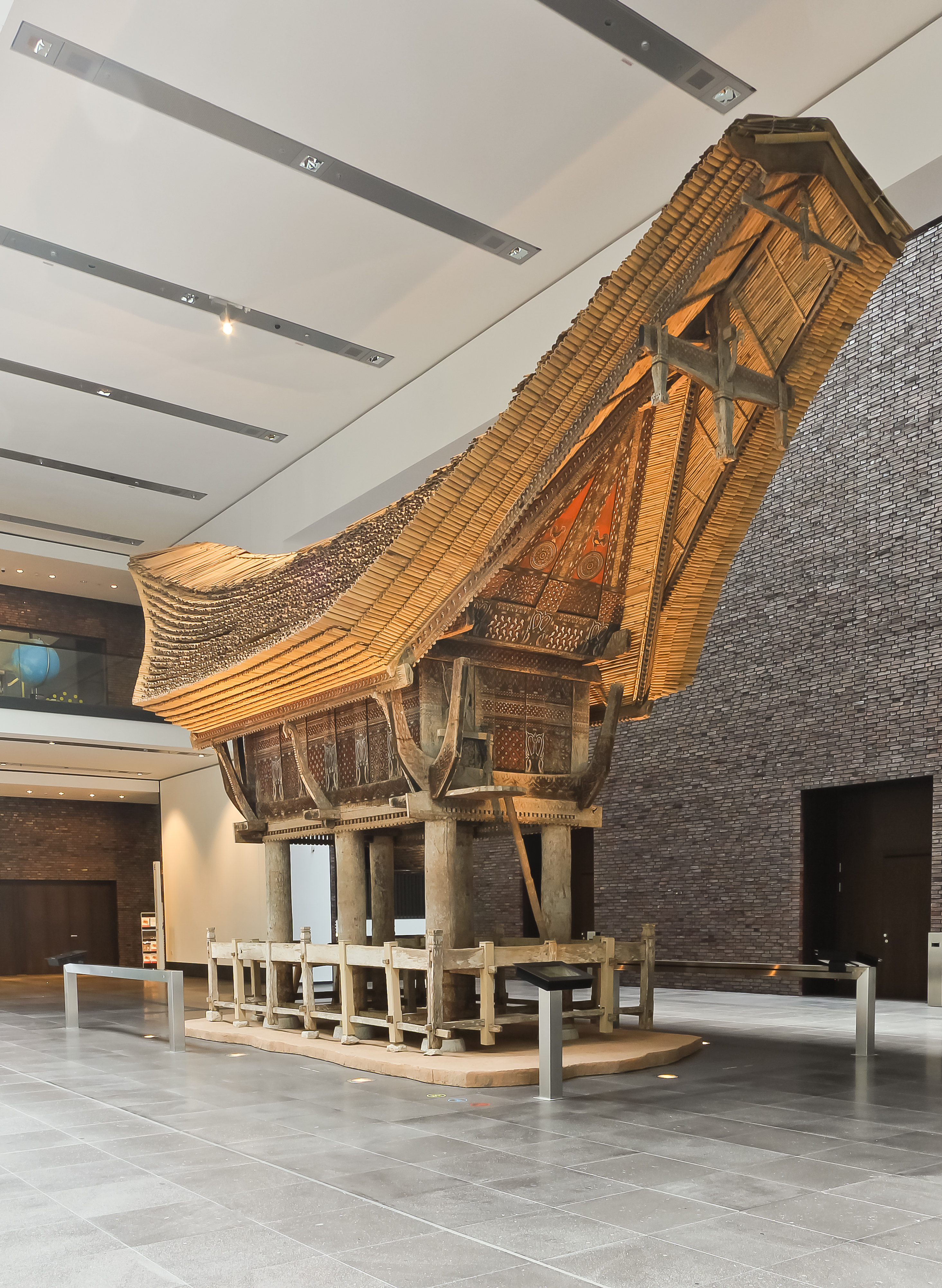
Entreposage du riz, Sulawesi, vers 1935
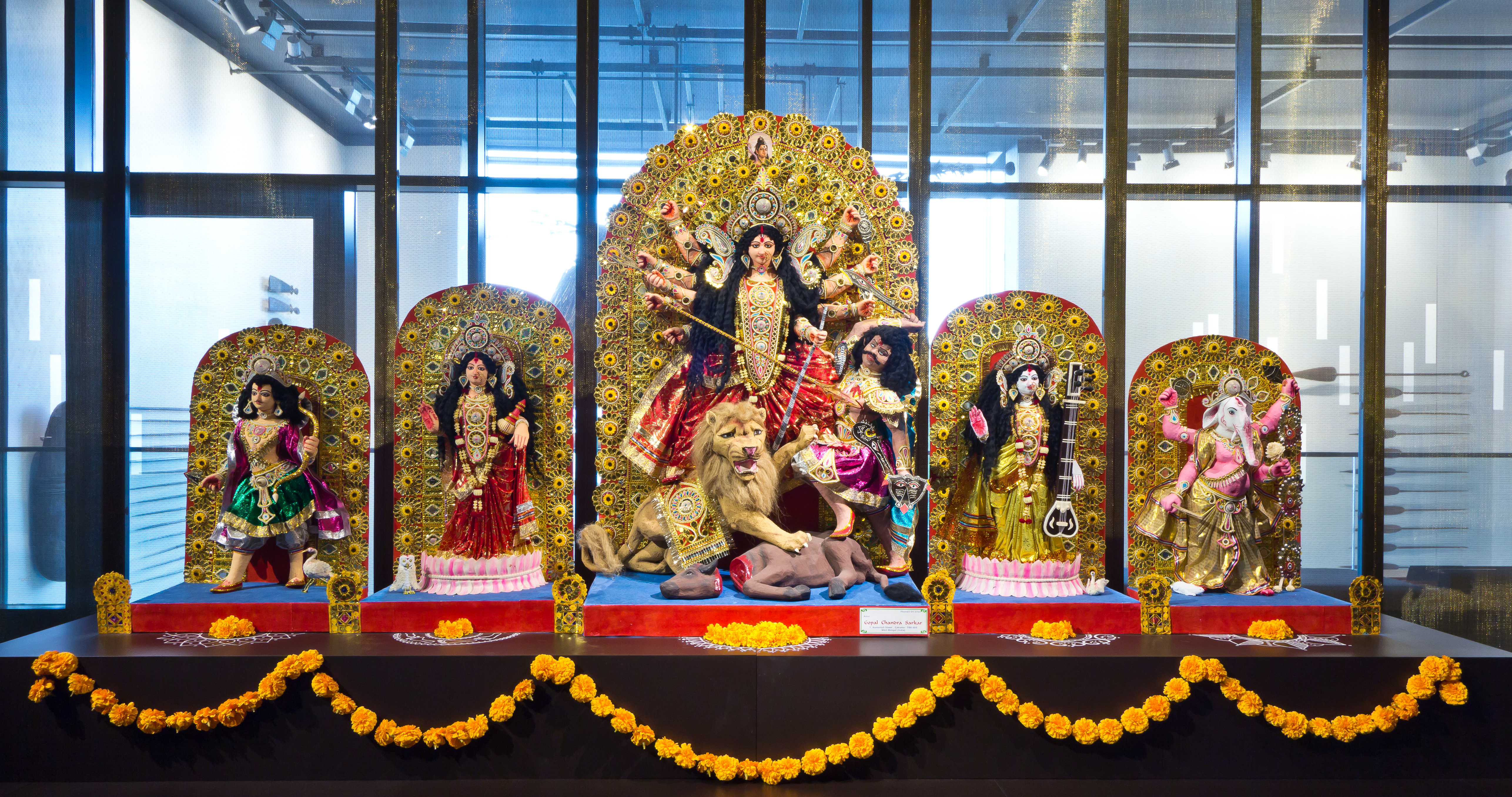
Dourga
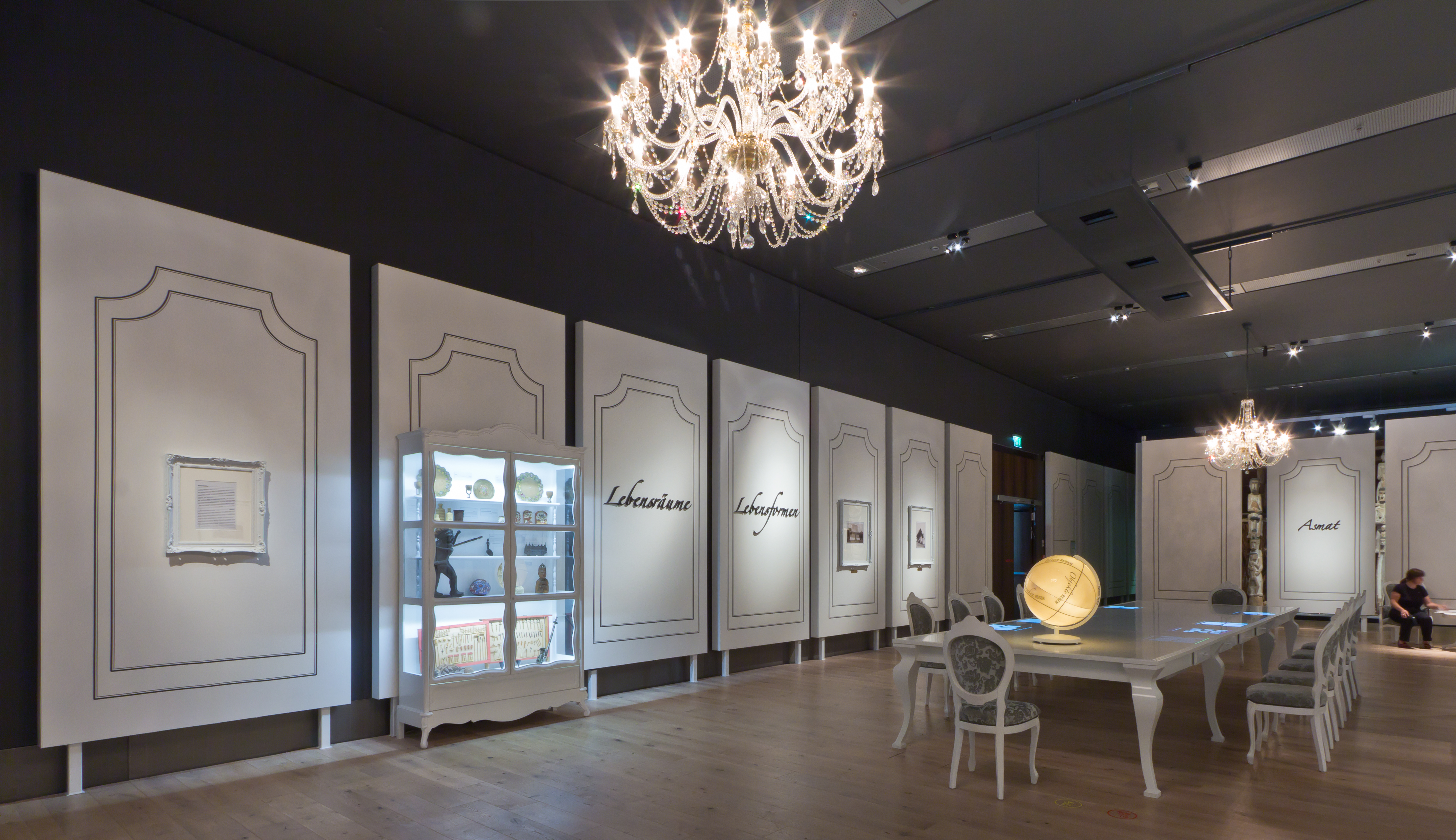
Salle Espaces de vie – formes de vie
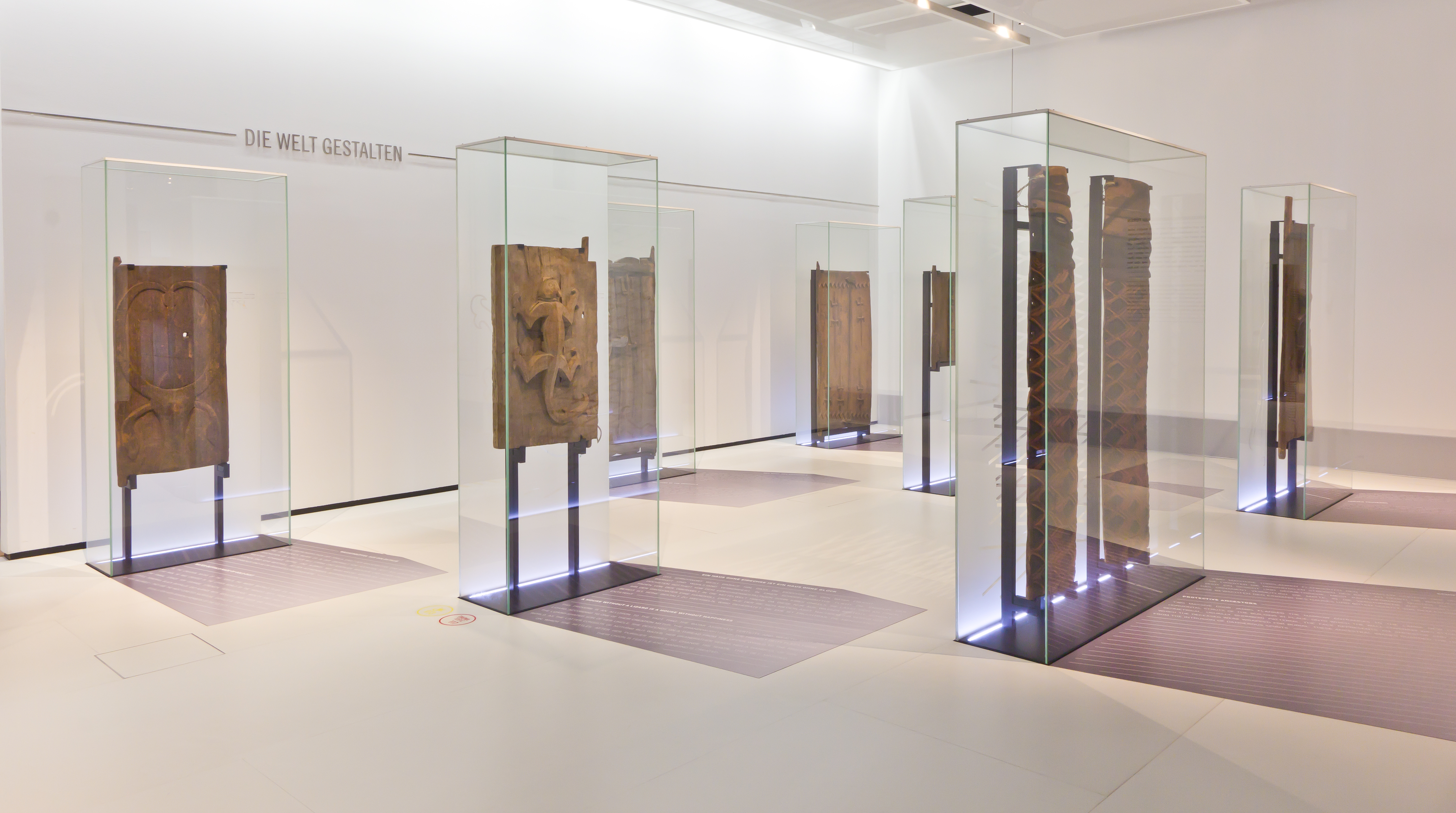
Salle Créer le monde
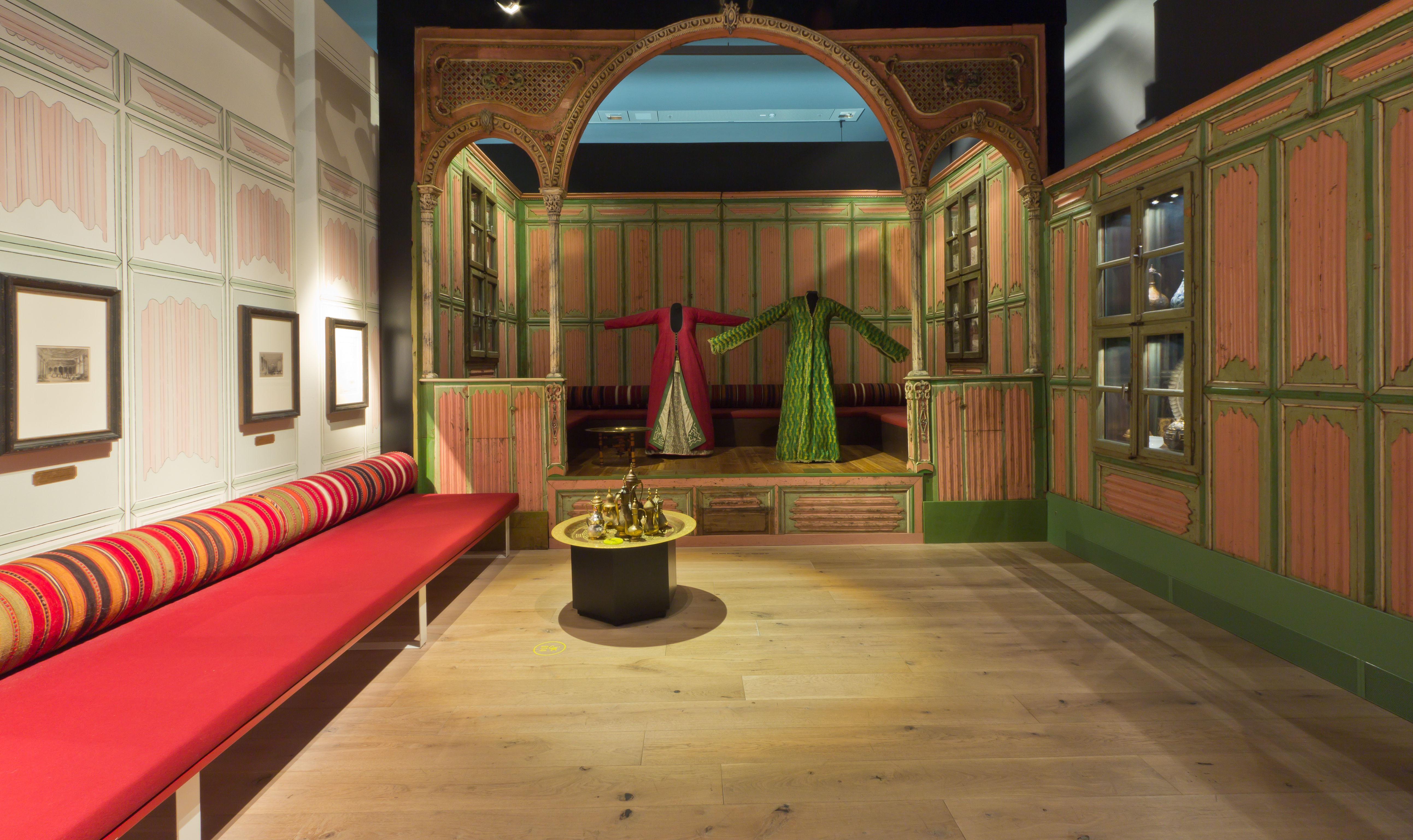
Salle Turquie
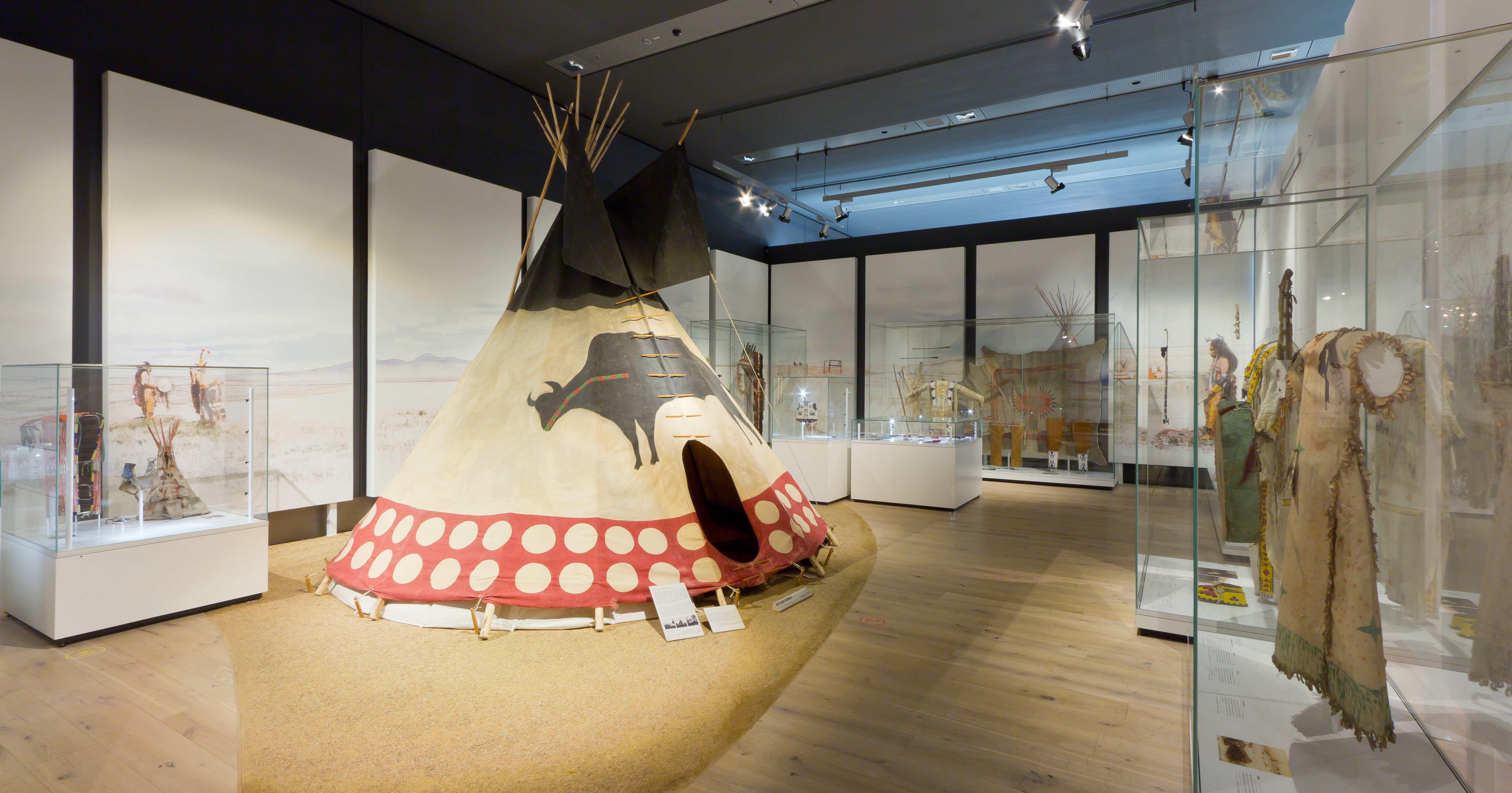
Salle Grandes plaines